# ليزلي باربر
ليزلي باربر (بالإنجليزية: Lesley Barber)‏ (و. 1968 – م) هي ملحنة، ومؤلفة موسيقى تصويرية من كندا. ولدت في تورونتو.

## وصلات خارجية
- ليزلي باربر على موقع IMDb (الإنجليزية)
- ليزلي باربر على موقع ميوزك برينز (الإنجليزية)
- ليزلي باربر على موقع ديسكوغز (الإنجليزية)
- ليزلي باربر على موقع قاعدة بيانات الفيلم (الإنجليزية)